# École nationale supérieure de chimie de Lille
La École nationale supérieure de chimie de Lille è un'università francese, grande école d'Ingegneria istituita nel 1894, situata a Villeneuve-d'Ascq nel campus dell'École centrale de Lille.

## Didattica
Vi si possono conseguire i seguenti diplomi di laurea: 
- ingénieur ENSCL
- laurea magistrale, master di ricerca e dottorato
- laurea specialistica, master specializzati (Mastère MS Spécialisé)[3]

## Professori noti
- Paul Pascal, chimico francese, specializzato in chimica inorganica e metallurgica